# Gilles Pisier

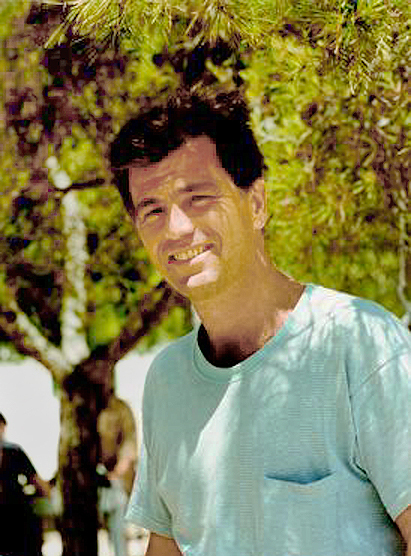
Gilles Pisier (1992)

Gilles Jean Georges Pisier (* 18. November 1950 in Nouméa, Neu-Kaledonien) ist ein französischer Mathematiker, der wichtige Beiträge zur Funktionalanalysis geleistet hat.

## Leben
Der Sohn eines Kolonialgouverneurs besuchte das elitäre Lycée Louis-le-Grand in Paris und studierte von 1969 bis 1972 an der École polytechnique in Palaiseau Mathematik. 1972 erhielt er seinen DEA-Abschluss an der Universität Paris VI, war danach Forscher des CNRS und promovierte 1977 mit Auszeichnung bei Laurent Schwartz an der Universität Paris VII. 1981 wurde er auf eine Professur für Mathematik an der Universität Paris VI berufen (ab 1991 als Professeur de Classe Exceptionnelle). Seit 1985 ist er Professor für Mathematik an der Texas A&M University. Er war unter anderem Gastprofessor am IHES (1984/85, 1990) und am Institute for Advanced Study (1988).
Seine ältere Schwester Marie-France Pisier (1944–2011) war eine bekannte Schauspielerin, Drehbuchautorin und Regisseurin, die zweite, die Juristin Èvelyne Pisier (1941–2017), war in erster Ehe mit dem Politiker Bernard Kouchner verheiratet und in zweiter mit dem Politologen Olivier Duhamel.

## Leistungen
Pisier beschäftigt sich mit Funktionalanalysis (Geometrie von Banachräumen, Interpolation in Banachräumen und Lösung eines offenen Problems von Alexander Grothendieck über Tensorprodukte von Banachräumen, wobei er einen nach ihm benannten Raum, den Pisier-Raum, einführte), Operatoralgebren, Räume von Operatoren, harmonischer Analyse (zufällige Fourierreihen, teilweise mit Michael Marcus) und Wahrscheinlichkeitstheorie (zufällige Prozesse in Banachräumen, Martingale). Er hat mehr als 100 wissenschaftliche Arbeiten veröffentlicht sowie 8 Fachbücher.
Zusammen mit Jørgen Hoffmann-Jørgensen zeigte Pisier 1976 einen zentralen Grenzwertsatz für Typ 2 Banach-Räume.

## Ehrungen
1979 wurde Pisier der Salem Prize verliehen, 1997 erhielt er den Ostrowski-Preis, 2001 wurde er mit der Stefan-Banach-Medaille ausgezeichnet. Seit 1994 ist er korrespondierendes Mitglied, seit 2002 volles Mitglied der Académie des Sciences und seit 2005 auswärtiges Mitglied der Polnischen Akademie der Wissenschaften. 1981 hielt er den Cours Peccot des Collège de France. 1992 erhielt er den Großen Preis der französischen Akademie der Wissenschaften und 1982 deren Prix Carriére.
1998 hielt er einen Plenarvortrag auf dem ICM in Berlin (Operator spaces and similarity problems), 1983 war er Invited Speaker auf dem ICM in Warschau (Finite rank projections on Banach-Spaces and a conjecture of Grothendieck).
Er ist Fellow der American Mathematical Society.

## Schriften
- mit Michael Marcus: Random Fourier Series with applications to harmonic analysis, Annals of Mathematical Studies, Princeton UP, 1981
- Factorization of linear operators and geometry of Banach spaces, American Mathematical Society, 1986
- The Operator Hilbert Space OH, complex interpolation and tensor norms, Memoirs AMS, 1996
- The volume of convex bodies and Banach Space Geometry. Cambridge University Press, 1989
- Similarity problems and completely bounded maps. Springer, Lecture Notes in Mathematics Bd. 1618, 1996, 2001
- An introduction to the theory of operator spaces. Cambridge University Press, 2002
- Problèmes de similiarité pour les opérateurs sur l'espace de Hilbert, in: Michele Audin (Hrsg.), Matériaux pour l'histoire des mathématiques au XXe siècle Actes du colloque à la mémoire de Jean Dieudonné (Nice 1996), SMF 1998